# راینهارت کرول
راینهارت کرول (آلمانی: Reinhard Krull؛ زادهٔ ۲ اکتبر ۱۹۵۴) بازیکن هاکی روی چمن اهل آلمان است.
وی در مسابقات کشوری و بین‌المللی در مجموع برندهٔ ۱ مدال نقره شده‌است.